# Estádio Jornalista Mário Filho
Estádio Jornalista Mário Filho, apelidado como Maracanã, ou carinhosamente como Maraca, é um estádio de futebol localizado no bairro de mesmo nome, na Zona Norte da cidade do Rio de Janeiro, capital do estado brasileiro do Rio de Janeiro, construído pela Prefeitura da cidade do Rio de Janeiro, então Distrito Federal, inaugurado em 1950, inicialmente com o nome de Estádio Municipal,, para ser utilizado na Copa do Mundo de Futebol daquele ano. Quando da sua inauguração, a capacidade oficial de 155 mil lugares fez o Maracanã superar o Hampden Park, de Glasgow, e se tornar o maior estádio do mundo naquela época.
Desde então, o Maracanã foi palco de grandes momentos do futebol brasileiro e mundial, como duas finais de Copa do Mundo, o milésimo gol de Pelé, finais do Campeonato Brasileiro, Campeonato Carioca, Copa Libertadores da América, da primeira Copa do Mundo de Clubes da FIFA e da Copa América de 2021, além de competições internacionais e partidas da Seleção Brasileira. Com o passar do tempo, no entanto, o estádio passou a assumir caráter de espaço multiuso ao receber outros eventos como espetáculos e partidas de outros esportes, como o voleibol em uma oportunidade. Após diversas obras de modernização, a capacidade do estádio atualmente é de 78 838 espectadores, sendo o maior estádio do Brasil.
O estádio foi um dos locais de competição dos Jogos Pan-Americanos de 2007, recebendo o futebol, as cerimônias de abertura e de encerramento. Igualmente sediou as partidas de futebol e as cerimônias de abertura e de encerramento das Olimpíadas Rio 2016, ambos eventos realizados na cidade do Rio de Janeiro. Foi também o palco das partidas finais da Copa das Confederações FIFA de 2013 e da Copa do Mundo FIFA de 2014. Receberá também algumas partidas, incluindo a inaugural e o encerramento da Copa do Mundo de Futebol Feminino de 2027.
O estádio é o centro do Complexo Esportivo do Maracanã, que também tem um ginásio poliesportivo, um parque aquático e uma pista de atletismo.

## Nome
O nome oficial do estádio, foi dado em homenagem ao falecido escritor e jornalista pernambucano, Mário Filho, irmão de Nelson Rodrigues, o jornalista é considerado o idealizador do Maracanã. Mário Filho era dono do Jornal dos Sports e iniciou a publicação de uma série de artigos na imprensa que defendiam a construção de um Estádio Municipal, com pelo menos 150 mil lugares, e que deveria ser o maior do mundo, o movimento ganhou a adesão popular. Pelo amplo suporte, Mário Filho era chamado na época de "namorado do estádio". 
Já o nome popular é oriundo do Rio Maracanã, que cruza a Tijuca passando por São Cristóvão, desaguando no Canal do Mangue antes do deságue na Baía de Guanabara. Em língua tupi, a palavra maracanã significa "semelhante a um chocalho".
Antes da inauguração do estádio, existia, no local, grande quantidade de aves vindas do norte do país chamadas maracanã-guaçu. Devido à construção do estádio, foi criado o bairro do Maracanã, onde o estádio fica localizado, originalmente parte do bairro da Tijuca.

## História

### Projeto, construção e inauguração

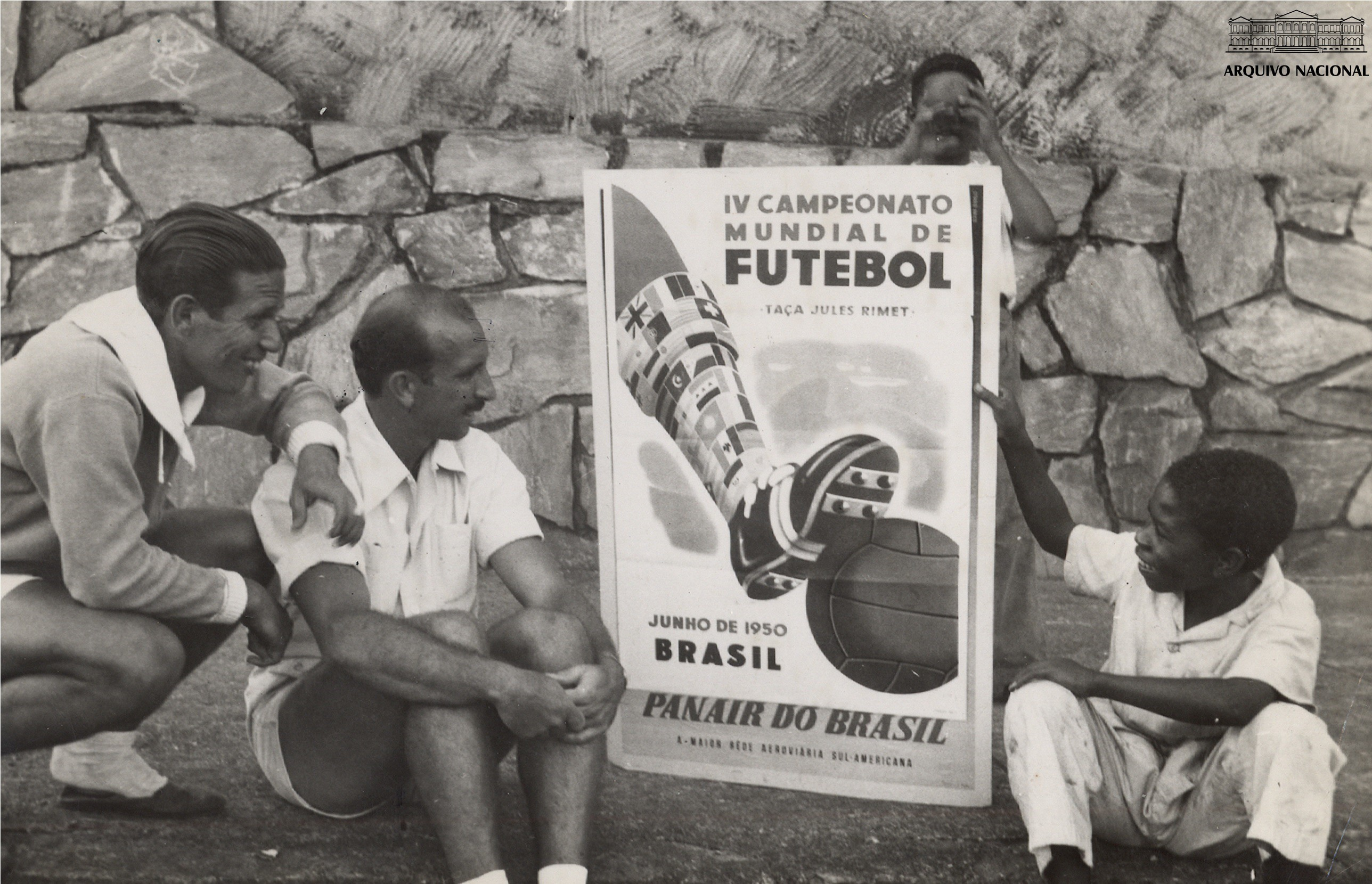
Garoto segura o pôster oficial da Copa de 1950

Em 1946, o Brasil foi escolhido pela FIFA como sede da Copa do Mundo de 1950. O compositor Ary Barroso, então vereador no Rio de Janeiro apresentou um projeto para que um estádio fosse construído no bairro do Maracanã, no terreno do antigo Derby Club. A construção do estádio foi muito criticada por Carlos Lacerda, na época deputado federal e inimigo político do durante mandato do então General de Divisão e Prefeito do Distrito Federal do Rio de Janeiro, Marechal Ângelo Mendes de Moraes, pelos gastos e, também, devido à localização escolhida para o estádio, defendendo que o mesmo fosse construído em Jacarepaguá. Ainda assim, apoiado pelo jornalista Mário Rodrigues Filho, Mendes de Morais conseguiu levar o projeto para frente.
Após vários debates políticos sobre onde ele seria construído, decidiu-se que ele deveria ser localizado no centro geométrico da cidade, local de acesso fácil por vários meios de transporte. Assim, o espaço escolhido pertencia ao Derby Club, onde eram realizadas corridas de cavalo até a década de 1920, quando perdeu espaço para o Hipódromo da Gávea. A concorrência para as obras foi aberta pela prefeitura do Rio de Janeiro em 1947, tendo como projeto arquitetônico vencedor o apresentado por Miguel Feldman, Waldir Ramos, Raphael Galvão, Oscar Valdetaro, Orlando Azevedo, Pedro Paulo Bernardes Bastos e Antônio Dias Carneiro.
O projeto vencedor previa um estádio para 155 250 pessoas, sendo 93 mil lugares com assento, 31 mil lugares para pessoas em pé, 30 mil cadeiras cativas, 500 lugares para a tribuna de honra e 250 para camarotes. O estádio ainda contaria com tribuna de imprensa com espaço para vinte cabines de transmissão, trinta e dois grupos de sanitários e trinta e dois bares. No total, a área coberta do estádio atingiria 150 mil metros quadrados, com altura total de 24 metros. As obras iniciaram-se em 2 de agosto de 1948, data do lançamento da pedra fundamental. Trabalharam na construção cerca de 1 500 homens, tendo se somado a estes mais 2 000 nos últimos meses de trabalho. Apesar de ter entrado em uso em 1950, as obras só ficaram completas em 1965. Para a construção foram utilizados 500 mil sacos de cimento, o equivalente a três vezes a altura do Corcovado, e ferro em barras suficientes para duas voltas ao redor da Terra.

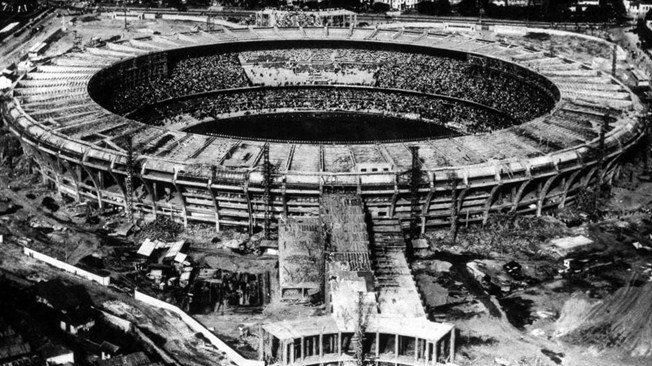
Vista aérea do estádio em 1950

Jogo de inauguração do Estádio do Maracanã, pouco antes da Copa do Mundo de 1950. Arquivo Nacional

Em seu projeto original, o Maracanã tinha seu formato oval, medindo 317 metros em seu eixo maior e 279 metros no menor. Media 32 metros de altura, o que corresponde a um prédio de seis andares, e a distância entre o espectador mais distante o centro do campo era de 126 metros. A cobertura protegia parcialmente as arquibancadas em toda a sua circunferência. Na cobertura foram montados os refletores, que funcionavam a vapor de mercúrio. Quando da sua inauguração, a capacidade oficial de 155 mil lugares fez o Maracanã superar o Estádio Queen Park (hoje chamado Hampden Park), de Glasgow, e se tornar o maior estádio do mundo na época.
Desde 1962, até as reformas realizadas na década de 2000, a medida do gramado era de 110 por 75 metros. Havia um fosso que separava o campo das cadeiras inferiores que media três metros de profundidade com bordas em desnível. O acesso ao gramado dava-se por meio de quatro túneis subterrâneos que começavam nos vestiários. Existiam cinco vestiários no estádio, sendo utilizados normalmente apenas três, um para cada time que disputa uma partida de futebol e outro para a arbitragem.
No total, foram 665 dias de obras. Sua inauguração, ainda com o nome de Estádio Municipal, deu-se com a realização de uma partida de futebol amistosa entre seleções do Rio de Janeiro e São Paulo no dia 16 de junho de 1950, vencida pelos paulistas por 3 a 1. O meio-campista da equipe carioca Didi, do Fluminense, foi o primeiro autor de um gol no estádio e o goleiro Osvaldo Pisoni foi o primeira a levar um gol.

### Décadas de 1950, 1960 e 1970

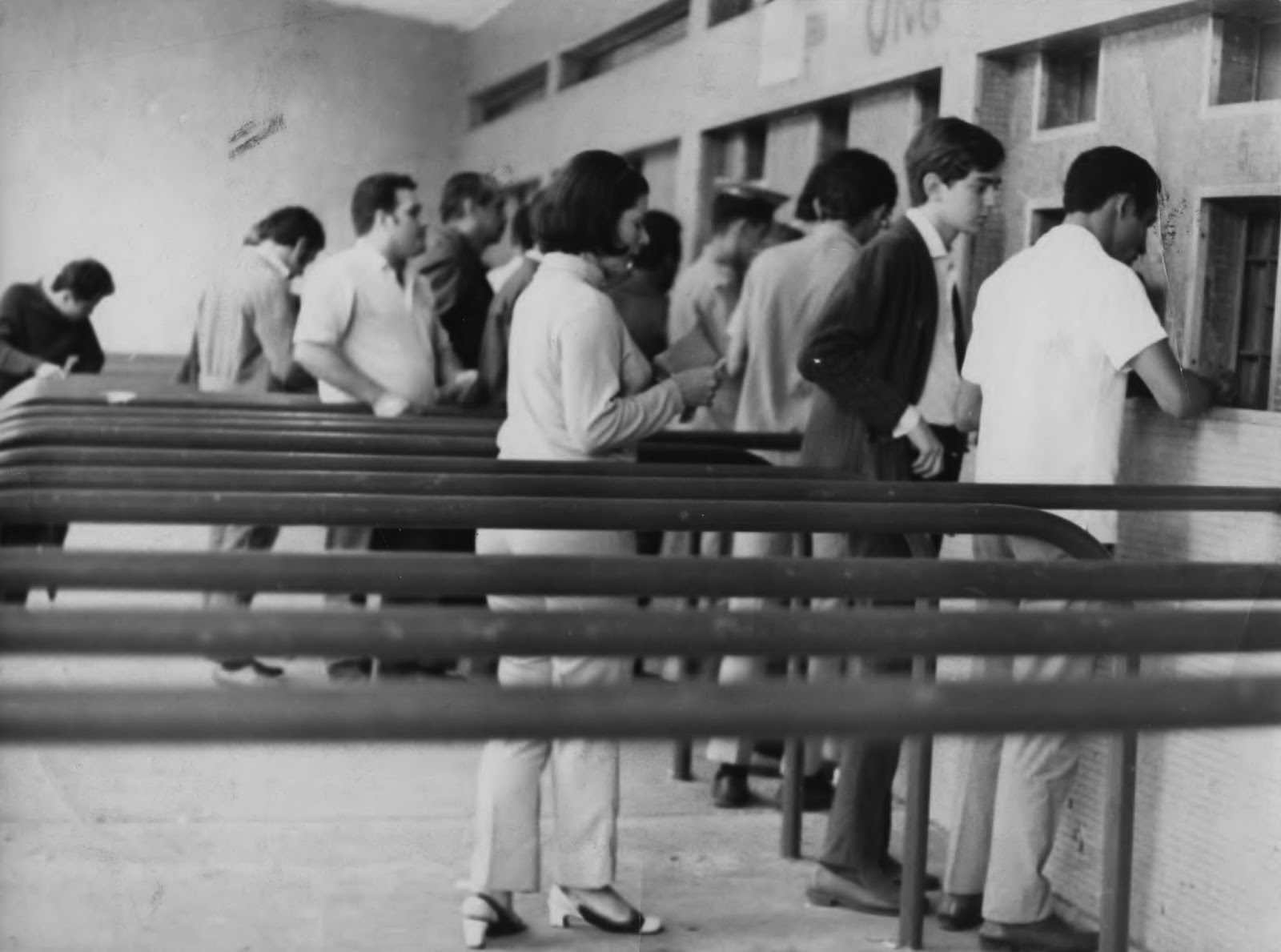
Torcedores comprando ingressos na Bilheteria do estádio

Na Copa do Mundo FIFA de 1950, intenção principal para a construção do estádio, abrigou oito jogos da competição e onde ocorreu a primeira partida oficial do estádio, em 24 de junho, com vitória do Brasil sobre o México por 4 a 0, com dois gols de Ademir, um de Baltasar e outro de Jair Rosa Pinto. O jogo contou com a arbitragem do inglês George Reader.
O Flamengo sagrou-se o primeiro tricampeão carioca após a construção do Maracanã, ao vencer os campeonatos de 1953, 1954 e 1955. Em 1954, a Seleção Brasileira voltou a jogar no estádio, o que não fazia desde a final de 1950. A partida, contra o Chile, foi válida pelas Eliminatórias da Copa do Mundo de 1954 e terminou com uma vitória brasileira por 1 a 0. Foi a primeira vez que o Brasil atuou no Maracanã com a camisa amarela ao invés da branca utilizada em 1950. Em 1957, o Maracanã foi palco da maior goleada em uma final da história do Campeonato Carioca. Com cinco gols de Paulinho Valentim e outro de Garrincha, o Botafogo aplicou 6 a 2 no Fluminense, que descontou com Escurinho e Waldo.
"Era um negócio totalmente diferente. O Maracanã pulsava. O Maracanã tinha alma. Você respirava aquilo ali, o Maracanã foi se agigantando e se transformou no maior estádio de futebol do mundo, cartão-postal do Rio de Janeiro, aquele estádio que provocava um frisson." — Washington Rodrigues, o Apolinho, jornalista e radialista.

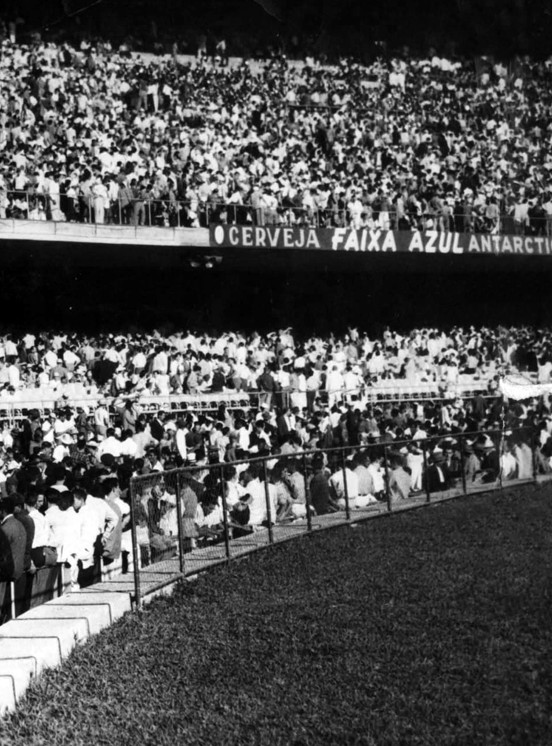
Arquibancada, cadeiras e Geral, lotadas pela torcida brasileira na copa de 1950, em jogo contra o México.

No dia 15 de dezembro de 1963, em outra final de Campeonato Carioca, desta vez entre o Flamengo e o Fluminense (clássico conhecido como Fla-Flu), registrou-se o maior público de uma partida entre clubes no mundo, 194 603 presentes (177 656 pagantes).[carece de fontes?] Porém, o recorde de público pagante oficial da história do Maracanã (entre seleções nacionais) é de 183 341 pagantes (195 513 presentes), registrado em 31 de agosto de 1969, na partida válida pelas Eliminatórias da Copa do Mundo de 1970, disputado entre a Brasil e a Paraguai, cujo resultado final foi de 1 a 0 para os brasileiros, com a final do Campeonato Carioca de 1969, vencida pelo Fluminense por 3 a 2 contra o Flamengo, tendo levado mais de 171 mil pagantes ao grande estádio.
Em 1964, o título do Torneio Rio-São Paulo foi dividido entre Botafogo e Santos. Ainda em 1964, Botafogo, Vasco da Gama, Corinthians e Santos foram declarados campeões pela CBD,[carece de fontes?] assim como em 1966 foram declarados quatro campeões por medida administrativa, mesmo ano em que o Fluminense foi campeão carioca ao derrotar o Bangu nas partidas finais, Bangu este, que se sagraria campeão carioca em 1966 ao golear o Flamengo. Em 1967 e 1968, o Botafogo conquistou o bicampeonato carioca e da Taça Guanabara no estádio e em 1969, o derrotou, no último jogo da final da Taça Brasil de 1968, o Fortaleza por 4 a 0, sagrando-se assim campeão do torneio e o primeiro clube carioca campeão de uma competição nacional no futebol.

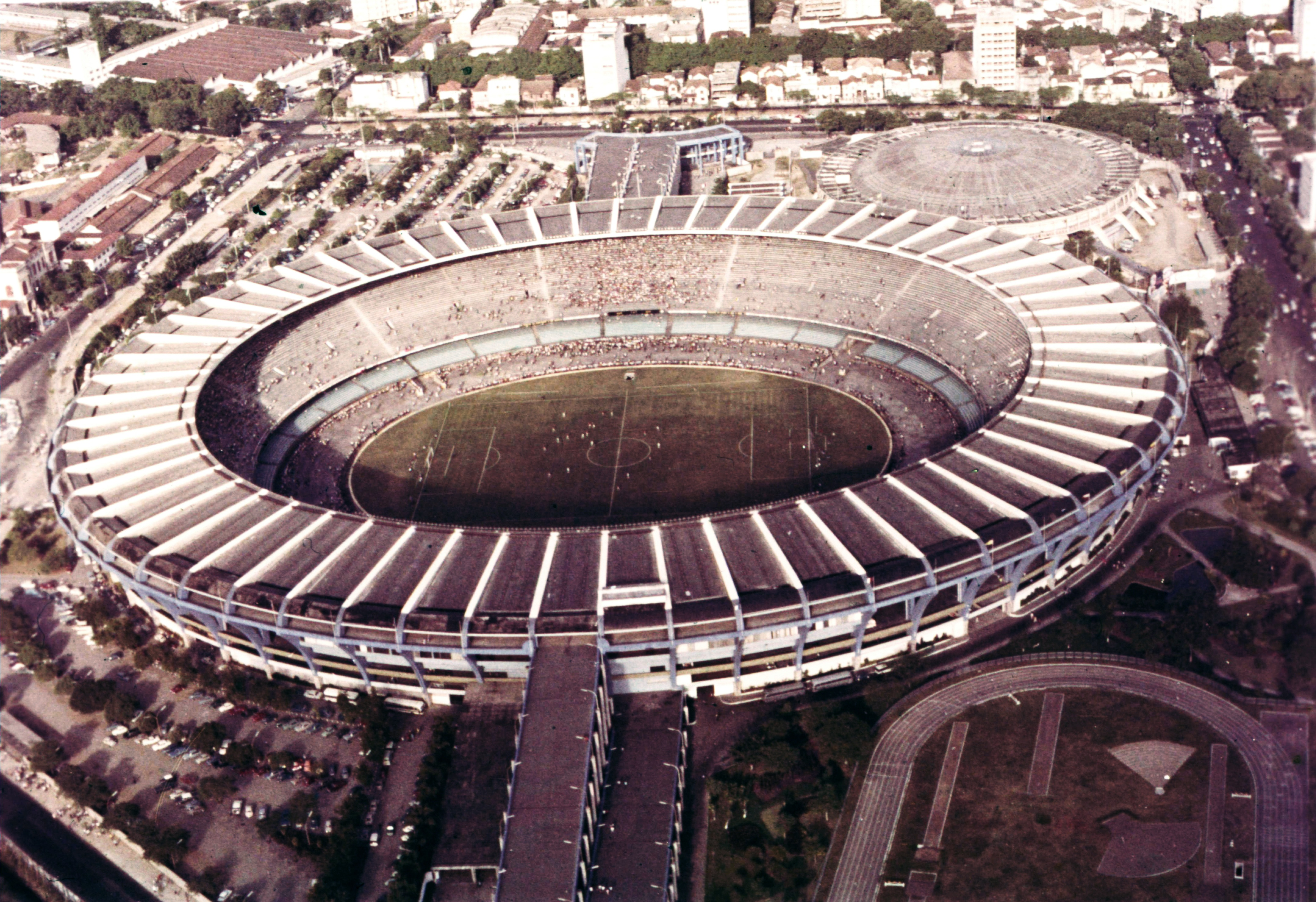
Fotografia aérea do estádio em 1976.

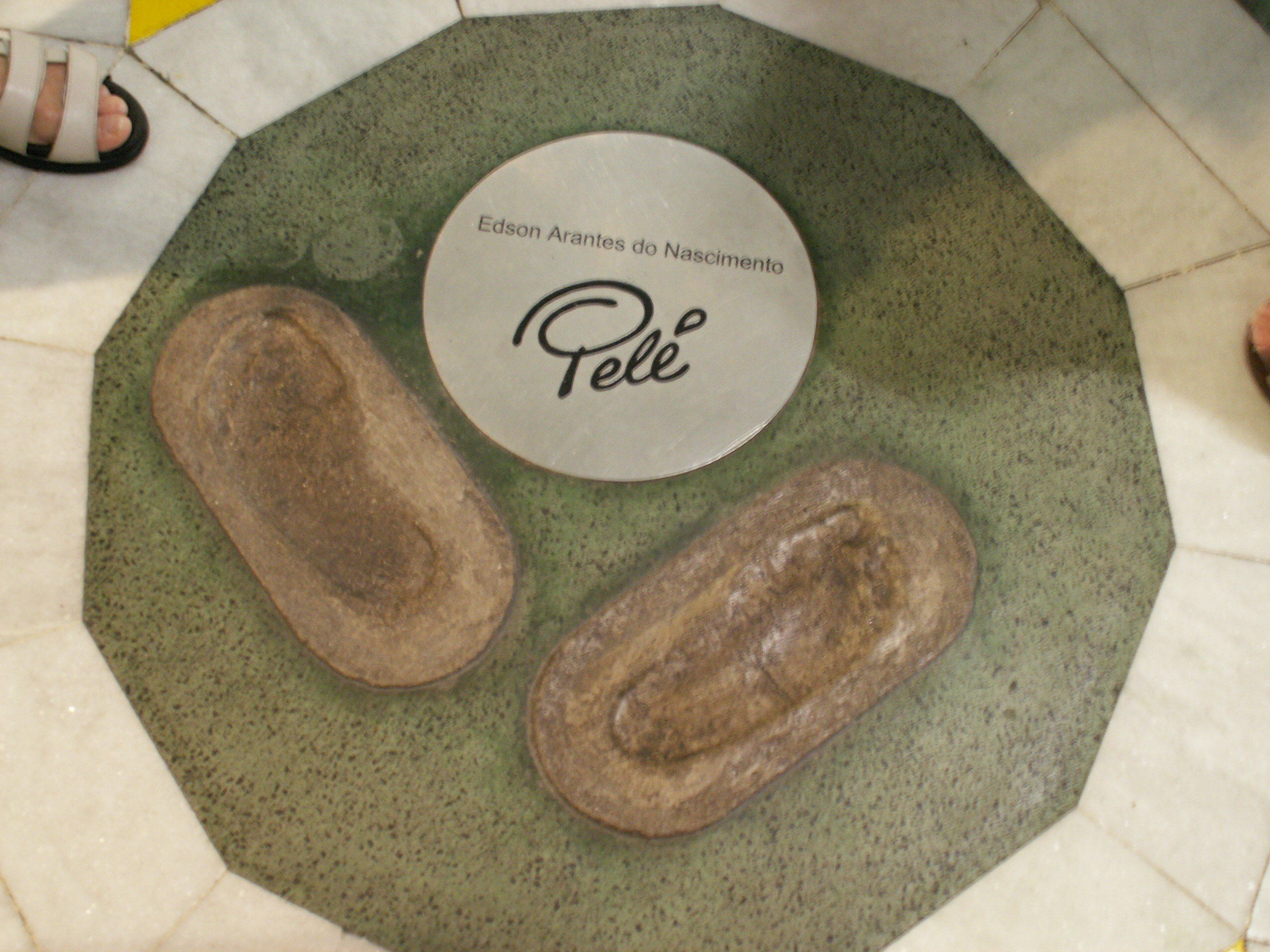
Marca dos pés de Pelé na Calçada da Fama do estádio.

No dia 1º de fevereiro de 1979, no jogo América-RJ 0 x 4 Flamengo, foi inaugurado um placar que marcou época no estádio. A tela eletrônica divertiu e informou o público por 28 anos. Antes, o estádio utilizava um placar manual, onde sequer cabiam os nomes completos dos times.
"O Maracanã, do ponto de vista simbólico, talvez tenha sido a representação mais forte, ao lado das praias, da ideia de uma cidade de encontro. O estádio ocupava esse lugar simbólico do encontro, da inclusão, da possibilidade, guardadas as enormes diferenças sociais que existiam. Ele tinha uma coisa muito peculiar até na maneira em que foi projetado. Ainda que não fosse igualitário, ele era inclusivo."— Luiz Antonio Simas, Historiador e torcedor

### Décadas de 1980 e 1990
Na década de 1980, Zico e outros craques ajudaram o Flamengo em sua ascensão, tendo sido campeão carioca em 1981 e 1986, além de campeão brasileiro em 1980, 1982, 1983 e em 1987, a Copa União; O time mandou os jogos destas campanhas no estádio, assim como os jogos da campanha que o levou à conquista da Copa Libertadores da América em 1981. O Vasco da Gama, liderado por Roberto Dinamite, campeão carioca em 1982, 1987 e 1988, além de campeão brasileiro em 1989. Na década de 1980, o Fluminense foi campeão carioca em 1983, 1984 e 1985, além de Campeonato Brasileiro de Futebol de 1984 ao vencer o Vasco na final carioca, a primeira final de Campeonato Brasileiro entre times da mesma cidade, o Rio de Janeiro. O America conquistou, no ano de 1982, o Torneio dos Campeões e a Taça Rio. O Bangu também teve seus momentos de grandeza no estádio, sendo campeão invicto da Taça Rio, em 1987, e vice-campeão do Campeonato Brasileiro de Futebol de 1985 contra o Coritiba, com o Maracanã recebendo mais de 90.000 espectadores no jogo decisivo, onde após empate no tempo normal em 1 a 1 e a persistência do resultado na prorrogação, o time do Paraná sagrou-se campeão ao bater o Bangu por 6 a 5 nos pênaltis. O Bangu ainda foi m 1987 e 1988,  o Vasco da Gama venceu o Campeonato Carioca duas vezes sobre o Flamengo. Na última ocasião, por 1 a 0, com um gol de Cocada, que entrou aos 41'/2ºT, marcou aos 44', e foi expulso em seguida pela comemoração.
Com o intuito de melhorar um pouco a visão dos torcedores que ocupavam os lugares mais baratos do estádio, a Geral do estádio foi reformada e teve seu piso elevado em 25 centímetros em 1983. Também para dar mais conforto aos torcedores, as rampas de acesso às arquibancadas ficaram mais largas.
{{quote|"Os jogadores falavam que era muito legal fazer o gol, correr pra geral e ver a cara de alegria das pessoas, daquelas pessoas que estavam ali – muitas delas pobres, sofridas –, a poucos metros de distância do jogador, dividindo aquela satisfação e comemorando juntos o gol."
Já com pouco mais de 4 décadas de idade, os engenheiros instalaram novas colunas de sustentação abaixo das arquibancadas, já que as estruturas do Maracanã tremiam muito. A partir da final do Campeonato Brasileiro de 1992, entre Flamengo e Botafogo, em que o Flamengo conquistou o seu quarto título nacional, o estádio teve sua capacidade reduzida, passando por reformas sucessivas durante a década de 1990 e os primeiros anos do século XXI, diminuindo em muito os grandes públicos registrados na história deste estádio. No segundo jogo da final, uma parte da grade da arquibancada cedeu entre os torcedores do Flamengo, quando foram registradas mortes e ferimentos. Por conta desse fato, o estádio ficou fechado durante um período para que fossem feitas algumas reformas estruturais mais significativas.
Em 1993, o Botafogo conquistou a Copa Conmebol sobre o Peñarol do Uruguai nos pênaltis por 3 a 1, após dois empates em 2 a 2 nas partidas finais. O centenário da fundação do Clube de Regatas do Flamengo foi em 1995 e, neste ano, porém, na decisão do Campeonato Carioca, o Fluminense derrotou o Flamengo na final com um gol de barriga de Renato Gaúcho. O Botafogo realizou, também em 1995, o primeiro jogo da final do Campeonato Brasileiro contra o Santos no estádio, vencendo a partida por 2 a 1. Na partida seguinte, no Pacaembu, o clube sagrou-se campeão brasileiro daquele ano. Dois anos depois, o Vasco conquistou sobre o Palmeiras o título do Brasileirão de 1997 no Maracanã ao empatar, em 0 a 0, o jogo. Em 21 de março de 1999 o Maracanã teve seu último público pagante acima de 100 mil pessoas, foi um Vasco 3 x 0 Fluminense, jogo em que havia 105,5 mil torcedores que pagaram ingressos, e finalmente em 27 de junho de 1999, pela última vez o estádio teve um público total acima de 100 mil pessoas, na final da Copa do Brasil de Futebol, quando o Botafogo recebeu 101 581 torcedores (90 917 pagantes), em jogo contra o Juventude. 

### Século XXI
Em 2003 e 2004, o Flamengo chegou à final da Copa do Brasil nas duas ocasiões. Na primeira oportunidade, empatou em 1 a 1, o primeiro jogo para o Cruzeiro, que terminou campeão ao derrotar o adversário no Mineirão por 3 a 1. No ano seguinte, contra o Santo André, o Flamengo foi derrotado no último jogo, realizado no Maracanã, por 2 a 0, e perderia o título para o time paulista. Na final do Campeonato Carioca de 2005, o Fluminense bateu o Volta Redonda por 3 a 1, em jogo marcado pela compra antecipada de três atletas do clube do interior pelo time de Laranjeiras, ao final do primeiro turno, quando não se supunha que os clubes pudessem se encontrar na final.

#### Jogos Pan-Americanos de 2007 e o fim daGeral
O Maracanã ficou fechado entre abril de 2005 e janeiro de 2006 para obras visando à instalação de cadeiras em todo o seu interior e a realização dos Jogos Pan-americanos de 2007. Com isto, foi realizado o rebaixamento do nível do campo e implantação de cadeiras no lugar da antiga "geral", área mais próxima ao campo onde os espectadores assistiam às partidas em pé. Além de ocupar o setor da geral, as novas cadeiras expandiram o conhecido "setor das cadeiras", existente atrás da geral. Apesar de ter sido aberto no início de 2006, as obras só encerraram-se em dezembro daquele mesmo ano e sua reinauguração deu-se em 2007 apenas. Neste mesmo ano, ocorreu a construção de novas rampas de acesso para as cadeiras e arquibancadas. O placar eletrônico também foi trocado por um colorido e em LCD. Telões também foram instalados na cobertura do estádio, sobre o setor verde das arquibancadas, possibilitando a visualização dos eventos ao vivo.
"A geral dificultava a visão do campo, ao mesmo tempo, o geraldino construiu outra relação com o jogo. Era muito comum geraldinos irem fantasiados, era comum ter a cultura da torcida geraldina. Muitas vezes, o que menos interessava era ter uma visão precisa do jogo. Me parece que o geraldino tem um pouco disso: o jogo não é só visto. É percebido, porque tem som, cheiro, você sente o jogo."— Luiz Antônio Simas, Historiador e torcedor
Em 2007, foi palco das cerimônias de abertura e encerramento dos Jogos Pan-Americanos de 2007 no Rio de Janeiro. Ao contrário do que se especulava a pira pan-americana ficou acesa dentro do estádio. Também recebeu as partidas de futebol do evento a partir da segunda fase da competição, as partidas eram disputadas no Estádio Olímpico João Havelange, no Miécimo da Silva e no CFZ. Na categoria masculina, disputada por atletas com menos de vinte anos, A Seleção Sub-17 do Brasil foi eliminada, na 1ª fase, no estádio, pela Seleção Equatoriana de Futebol ao perder de 4 a 2. Os "carrascos" do Brasil iriam ser campeões ao derrotarem, na final, a Jamaica por 2 a 1, com um gol de Edmundo Zura 39 minutos do segundo tempo de pênalti. Pelo torneio feminino, o Brasil ganhou a medalha de ouro ao vencer na final os Estados Unidos por 5 a 0, com dois gols de Marta, Cristiane marcando dois também e um de Daniela Alves. Após o término do Pan, o Botafogo deixava de mandar seus jogos no estádio ao se tornar concessionário do Estádio Olímpico Nilton Santos, construído para o evento. No Campeonato Brasileiro de Futebol de 2007, o Clube de Regatas do Flamengo, que era vice-lanterna da competição, conseguiu uma vaga na Taça Libertadores da América de 2008, batendo rodada após rodada o recorde de público do campeonato. No último jogo como mandante, 87 795 pessoas (82 044 pagantes) compareceram para ver o rubro-negro vencer o Atlético Paranaense por 2 a 0.
Em 2008, o Maracanã foi, pela primeira vez, palco de um jogo final da Taça Libertadores da América. Curiosamente, a decisão foi marcada pela presença de dois times que, até então, não tinham chegado a esse ponto: Fluminense e LDU, do Equador. Após vitória do time tricolor no tempo normal e  prorrogação, o time equatoriano sagrou-se campeão nos pênaltis, por 3 a 1, diante de 86 027 torcedores (78 918 pagantes). No fim de 2009, o Flamengo é campeão brasileiro e em 2010 o Botafogo é campeão carioca ao vencer o Flamengo por 2 a 1 no estádio. O Maracanã em seu formato antigo estava em seus últimos meses, o fluminense fez parte da campanha do título brasileiro de 2010 até o estádio ser fechado para as obras da copa em setembro de 2010.

#### Copa do Mundo de 2014 e Jogos Olímpicos de 2016
O Maracanã foi uma das sedes da Copa do Mundo FIFA de 2014 que foi realizada no Brasil. O estádio recebeu sete jogos, incluindo a final do evento. Tornou-se então o segundo estádio do mundo a receber duas finais de Copa — o primeiro tendo sido o Estádio Azteca, no México, que recebeu as decisões da Copa do Mundo FIFA de 1970 e da Copa do Mundo FIFA de 1986 — e o quarto a sediar tanto uma final da Copa do Mundo e as Cerimônias de abertura e encerramento dos Jogos Olímpicos, depois do Estádio Olímpico de Munique, em Munique na Alemanha, que sediou as cerimônias dos Jogos Olímpicos de Verão de 1972 e a final da Copa do Mundo FIFA de 1974; do Estádio Olímpico de Roma, que sediou as cerimônias dos Jogos Olímpicos de Verão de 1960 e a final da Copa do Mundo FIFA de 1990 e do Estádio Olímpico de Berlim, que sediou as cerimônias dos Jogos Olímpicos de Verão de 1936 e a final da Copa do Mundo FIFA de 2006. Para a Copa do Mundo de 2014, foi executado um projeto que substituiu a cobertura original do estádio, de concreto, que foi inteiramente demolida. A nova membrana tensionada cobre 95% dos assentos. Além disso, o tom acinzentado voltará a ser a principal cor externa do estádio, que passou a possuir um único nível de assentos em substituição aos dois anéis originais. As novas cadeiras seguem um padrão de cores, com o amarelo próximo do campo, seguido por tons de azul e branco distribuídos quase aleatoriamente em setores mesclados.
Os camarotes, instalados acima da atual arquibancada para o Mundial de Clubes de 2000, foram demolidos e deram lugar a uma nova arquibancada, e a dimensão do campo passou a ser 105 por 68 m. O mesmo projeto foi a base para as cerimônias dos Jogos Olímpicos de Verão de 2016 e também dos Jogos Paralímpicos de Verão de 2016. Durante os Jogos Olímpicos, o estádio sediou os Jogos de futebol, incluindo as finais masculina e feminina.

#### Imbróglio pós-Olimpíadas
Em janeiro de 2017 o estádio se encontrava em total abandono devido a um imbróglio envolvendo o governo do estado do Rio de Janeiro, o consórcio Maracanã S/A e o Comitê Organizador Rio-2016 para Olimpíada e Paralimpíada. Em 2013 o consórcio Maracanã S/A ganhou uma licitação do governo do estado do Rio para exploração comercial e administração do estádio por 35 anos. Em março de 2016, o consórcio cedeu o estádio ao Comitê Organizador Rio-2016 para Olimpíada e Paralimpíada, sendo que no momento da devolução, o Maracanã S/A não aceitou o estádio de volta avaliando que o Maracanã não estava na mesma condição em que foi cedido. Como consórcio Maracanã S/A não quis mais administrar o estádio, o governo do Rio então encomendou um estudo sobre um novo processo de licitação. Abandonado e sem cuidados o busto em bronze de Mário Filho, patrono do estádio, além de dois monitores de televisões foram roubados do estádio.
|                                          |  |                               |
| Gramado do Maracanã em dezembro de 2016. |  | Gramado em fevereiro de 2017. |

Depois de abandonado durante meses, o Estádio Jornalista Mario Filho reabriu suas portas em março de 2017, para a Copa Libertadores daquele ano, sob responsabilidade temporária do Flamengo. O clube costurou um acordo com a Odebrecht e concordou em pagar por todos os reparos que precisavam ser feitos para que o estádio ficasse em condições para receber jogos de futebol profissional. A Odebrecht não havia pagado as contas de luz referentes a outubro, novembro, dezembro e janeiro. O valor devido pela empreiteira à Light, a fornecedora de energia elétrica carioca, chegou a 1,35 milhão de reais. Na fase final do Campeonato Brasileiro de 2016, Flamengo e Fluminense já havia pago os custos que não eram de suas competências para poder usar o estádio. A diretoria rubro-negra, por dois jogos, desembolsou 570 mil reais em reparos que cabiam à Odebrecht.
Em março, o Grupo Lagardère fez um memorando de entendimento com a Odebrecht para comprar a concessão do Maracanã e foi a única empresa que ainda estava interessada na operação, depois que a britânica CSM e o grupo francês GL Events terem retirado sua intenção de compra, argumentando falta de "garantias adequadas e de segurança jurídica e contratual". Em maio, no entanto, a Lagardère desistiu da compra e também alegou "insegurança jurídica". O Governo do Rio de Janeiro deixou aberta a possibilidade de realizar uma nova licitação, o que motivou a decisão da empresa francesa, que já tinha funcionários trabalhando no estádio. O Flamengo é a favor de uma nova licitação para o controle compartilhado da arena com o Fluminense, mas também avalia construir um estádio próprio. Outra opção para a manutenção do estádio seria passar para as mãos do município, como sugeriu o prefeito Marcelo Crivella.

#### Fla-Flu S.A.
Em 18 de março de 2019, o Governador do Rio de Janeiro, Wilson Witzel, anunciou a caducidade da concessão, isto é, o cancelamento de todos os contratos com o Consórcio Maracanã, assim como informou também que o Estado o administrará inicialmente a pedido dos clubes, e em até dois meses será feita nova licitação.
Em 05 de abril de 2019, após apresentarem uma proposta de gestão em conjunto do estádio, Flamengo e Fluminense foram os escolhidos pelo Governo do Rio para administrar o Maracanã pelos próximos seis meses. Para isso, os dois clubes criaram a sociedade anônima "Fla-Flu S.A.", aberta especialmente para administrar o Maracanã e todo o seu complexo.
Uma semana após o governo do estado do Rio escolher o Flamengo e o Fluminense para administrarem o estádio, o Vasco da Gama entrou com um pedido, junto ao Ministério Público do Rio MP para anular o procedimento que definiu os dois clubes como administradores provisórios do Maracanã. O órgão, porém, manifestou-se ser contra o pedido do Vasco por entender não ter havido ilegalidade ou ato lesivo ao erário público.

## Estrutura
O Complexo Esportivo do Maracanã é formado, além do Estádio e do estacionamento ao seu redor, do ginásio poliesportivo Maracanãzinho, um ginásio poli-esportivo inaugurado em 1954 com capacidade para de 8 257 espectadores; o Estádio de Atletismo Célio de Barros, aberto em 1974 e fechado em 2013, estando pendente de reformas desde então; e o Parque Aquático Júlio Delamare, aberto em 1978. Em 2020, o complexo esportivo abrigou um hospital de campanha que o Governo do Estado do Rio de Janeiro construiu para abrigar pessoas acometidas pela Covid-19.
O projeto de reforma do "Maracanã" para o "Novo Maracanã" ganhou o prêmio “Mipim AR Future Project Awards”, promovida pela revista de arquitetura inglesa “The Architectural Review”. Em 2014, o estádio foi indicado ao prêmio do site “StadiumDB” como melhor obra concluída em 2013 entre os campos de futebol. Em maio de 2015, o Novo Maracanã foi anunciado como indicado ao prêmio "The Stadium Business" na categoria “melhor instalação do ano”.

### Calçada da Fama
O estádio conta no nível térreo, próximo à entrada para as cadeiras especial, com a "Calçada da Fama", inaugurado à data do cinquentenário do Maracanã, em 2000. Futebolistas como Pelé, Zico, Jairzinho, Roberto Dinamite, Rivellino, Zagallo, Amarildo, Eusébio, Franz Beckenbauer, Romerito, entre outros que atuaram no Maracanã possuem a marca de seus pés representados em cimento.

### Bustos e estátuas
Dentro do Maracanã, ou nos seus arredores, é possível se encontrar alguns bustos e estátuas. Entre os bustos, encontram-se a do ex-jogador e técnico Zagallo, a do jornalista Mario Filho, que empresta seu nome ao estádio e a do eterno anjo das pernas tortas, Garrincha, a alegria do povo, esta última era alvo de curiosas superstições, após subida da rampa do Bellini, torcedores botafoguenses se “benziam” encostando no busto de Garrincha, ao entrar no estádio.
Já com relação à estátuas, tem-se a do ex-jogador Zico (maior artilheiro do estádio), e a famosa Estátua do Bellini, capitão da seleção brasileira na Copa do Mundo FIFA de 1958. Esta estátua de bronze, representa um jogador simbólico erguendo a Taça Jules Rimet. Apesar do rosto não lembrar em nada as feições do capitão do selecionado de 58, a obra foi assim apelidada pelos torcedores. Este monumento fica localizado em frente à entrada principal. Foi confeccionado pelo artista plástico Matheus Fernandes e inaugurado em 13 de novembro de 1960, como uma homenagem à conquista do título mundial na Suécia, dois anos antes. Após as reformas para a Copa do Mundo de 2014, o estádio ganhará em seu interior, uma estátua em homenagem ao Pelé.

## Eventos

### Esportivos
O Maracanã já recebeu 278 partidas com mais de 100 mil presentes, das quais 214 aconteceram no Maraca. Destas, em 175 vezes foram mais de 100 mil pagantes, das quais, o Flamengo estava em campo 91 vezes, ou 52%. O Vasco figurava no gramado 58 vezes e a seleção brasileira 35. O maior público de uma equipe de fora da cidade do Rio de Janeiro foi registrado na semifinal do Campeonato Brasileiro de 1976 entre Fluminense e Corinthians, no episódio que ficou conhecido por Invasão corintiana. Entre 50 a 70 mil  dos 146 043 pagantes torciam para o Corinthians, que venceu o confronto nos pênaltis. O Maracanã teve Zico como seu maior artilheiro, jogador que atuou a maioria das vezes no estádio pelo Flamengo. Ele marcou 333 gols nas 435 partidas que disputou no estádio.
As maiores goleadas da história do Maracanã foram Flamengo 12 a 2 São Cristóvão, pelo Campeonato Carioca de 1956,[carece de fontes?] e Espanha 10 a 0 Taiti, pela Copa das Confederações de 2013.
As cerimônias de abertura e encerramento dos Jogos Pan-Americanos de 2007 também foram no estádio. No estádio também ocorreram as cerimônias de abertura e de encerramento dos Jogos Olímpicos de Verão de 2016, o que fez do estádio o único local na história das cerimônias dos Jogos Olímpicos de Verão a não realizar um único evento de atletismo (atletismo) durante o evento. Durante os Jogos, o estádio sediou quatro partidas de futebol: as semifinais e finais masculinas e femininas.

### Musicais
O estádio também já recebeu vários festivais, como o Rock in Rio II, e espetáculos musicais de bandas e cantores brasileiros e estrangeiros. Os cinco maiores públicos já registrados foram: Tina Turner (Break Every Rule Tour, 16/01/1988, 200.000 pessoas), A-ha (Rock in Rio II, 26/01/1991, 198.000 pessoas), Paul McCartney (The Paul McCartney World Tour, 21/04/1990, 184.000 pagantes), Diante do Trono (Brasil Diante do Trono 1, 01/12/2001, 180.000 pessoas) e Frank Sinatra (Frank Sinatra, 26/01/1980, 140.000 pessoas). Artistas como KISS, The Rolling Stones, Madonna, The Police, Backstreet Boys, Sandy & Junior e Roberto Carlos também se apresentaram no estádio.

## Impacto cultural
O Maracanã é senão o, um dos estádios mais mencionados na música popular brasileira. A primeira foi "Colosso do Maracanã", composição em 1950 por Ari Machado e Anthony Sergi, mais conhecido como Totó. Mas a mais famosa delas é o samba "O Campeão (Meu time)", composta e gravada por Neguinho da Beija-Flor em 1979. O Maracanã também é lembrado na música "Praia e sol", samba-rock da parceria do músico Bebeto com Adilson Silva, de 1982. Em 1958, o compositor paulista Denis Brean, em parceria com o conterrâneo Osvaldo Guilherme, lançou o tema "Vingamos Maracanã" com o toque da Orquestra Columbia para celebrar a vitória do Brasil na Copa do Mundo da Suécia. Outras composições incluem "Maracanã" (1997), de Francis Hime e Paulo César Pinheiro; "Domingo tem Maracanã", de 1995 do cantor Pedro Paulo; "Mar de Maracanã", de Guinga e Edu Kneip lançada por Guinga em 2007; "A bola do Maracanã", de 1963 de Gracia e Chavito; "A bola", de Moraes Moreira no álbum infantil Casa de brinquedos (1983); "Saudades do Galinho", de Moraes Moreira; e "Bola no pé", pseudo-samba gravado por Fagner em 1985, todos citam o estádio.
O Maracanã, seja como tema central ou como parte do enredo, aparece nos seguintes filmes: Máscara da Traição (1969); Os Trapalhões e o Rei do Futebol (1986); Geral (2010); Maracanã, o Filme (2014) e Geraldinos (2015).[carece de fontes?]